# Lijst van nummer 1-hits in de 3FM Mega Top 50 in 1999
Deze hits stonden in 1999 op nummer 1 in de Mega Top 100, de hitlijst van de Nederlandse radiozender 3FM.
| Datum        | Artiest         | Titel                                  |
| ------------ | --------------- | -------------------------------------- |
| 2 januari    | Emilia          | Big Big World                          |
| 9 januari    | Cher            | Believe                                |
| 16 januari   | Cher            | Believe                                |
| 23 januari   | The Offspring   | Pretty Fly (For a White Guy)           |
| 30 januari   | The Offspring   | Pretty Fly (For a White Guy)           |
| 6 februari   | The Offspring   | Pretty Fly (For a White Guy)           |
| 13 februari  | 2Pac            | Changes                                |
| 20 februari  | 2Pac            | Changes                                |
| 27 februari  | 2Pac            | Changes                                |
| 6 maart      | Britney Spears  | ... Baby One More Time                 |
| 13 maart     | Britney Spears  | ... Baby One More Time                 |
| 20 maart     | Britney Spears  | ... Baby One More Time                 |
| 27 maart     | Britney Spears  | ... Baby One More Time                 |
| 3 april      | Britney Spears  | ... Baby One More Time                 |
| 10 april     | Britney Spears  | ... Baby One More Time                 |
| 17 april     | Vengaboys       | We're Going to Ibiza!                  |
| 24 april     | Vengaboys       | We're Going to Ibiza!                  |
| 1 mei        | Vengaboys       | We're Going to Ibiza!                  |
| 8 mei        | Vengaboys       | We're Going to Ibiza!                  |
| 15 mei       | Vengaboys       | We're Going to Ibiza!                  |
| 22 mei       | Vengaboys       | We're Going to Ibiza!                  |
| 29 mei       | Backstreet Boys | I Want it That Way                     |
| 5 juni       | Toy-Box         | Best Friend                            |
| 12 juni      | Toy-Box         | Best Friend                            |
| 19 juni      | Toy-Box         | Best Friend                            |
| 26 juni      | Toy-Box         | Best Friend                            |
| 3 juli       | Britney Spears  | Sometimes                              |
| 10 juli      | Britney Spears  | Sometimes                              |
| 17 juli      | Lou Bega        | Mambo no. 5 (a Little Bit of...)       |
| 24 juli      | Lou Bega        | Mambo no. 5 (a Little Bit of...)       |
| 31 juli      | Lou Bega        | Mambo no. 5 (a Little Bit of...)       |
| 7 augustus   | Lou Bega        | Mambo no. 5 (a Little Bit of...)       |
| 14 augustus  | Lou Bega        | Mambo no. 5 (a Little Bit of...)       |
| 21 augustus  | Lou Bega        | Mambo no. 5 (a Little Bit of...)       |
| 28 augustus  | Lou Bega        | Mambo no. 5 (a Little Bit of...)       |
| 4 september  | Eiffel 65       | Blue (da ba dee)                       |
| 11 september | Eiffel 65       | Blue (da ba dee)                       |
| 18 september | City to City    | The Road Ahead (Miles of the Unknown)  |
| 25 september | City to City    | The Road Ahead (Miles of the Unknown)  |
| 2 oktober    | City to City    | The Road Ahead (Miles of the Unknown)  |
| 9 oktober    | City to City    | The Road Ahead (Miles of the Unknown)  |
| 16 oktober   | City to City    | The Road Ahead (Miles of the Unknown)  |
| 23 oktober   | R. Kelly        | If I Could Turn Back the Hands of Time |
| 30 oktober   | R. Kelly        | If I Could Turn Back the Hands of Time |
| 6 november   | R. Kelly        | If I Could Turn Back the Hands of Time |
| 13 november  | R. Kelly        | If I Could Turn Back the Hands of Time |
| 20 november  | R. Kelly        | If I Could Turn Back the Hands of Time |
| 27 november  | R. Kelly        | If I Could Turn Back the Hands of Time |
| 4 december   | Han van Eijk    | Leef 'Big Brother Tune'                |
| 11 december  | R. Kelly        | If I Could Turn Back the Hands of Time |
| 18 december  | R. Kelly        | If I Could Turn Back the Hands of Time |
| 25 december  | Marco Borsato   | Binnen                                 |